# Ultra-Trail World Tour
Die Ultra-Trail World Tour, kurz UTWT, war eine jährlich ausgetragene internationale Cupwertung von Ultra-Trailläufen mit einer Distanz von mindestens 100 Kilometern. Sie endete 2021, indem sie durch die Organisation des Ultra-Trail du Mont-Blanc aufgekauft wurde, um zur UTMB World Series zu werden.

## Gründung
Die UTWT wurde von acht Ultramarathonlauf-Veranstaltern initiiert und am 1. September 2013 während des Ultra-Trail du Mont-Blanc in Chamonix der Öffentlichkeit vorgestellt.
Erstmals 2014 veranstaltet, umfasste der Cup zunächst neben dem Ultra-Trail du Mont-Blanc und dem Marathon des Sables acht weitere renommierte Laufveranstaltungen. In den Folgejahren sind weitere Ultra-Trail-Wettbewerbe hinzugekommen.
Kriterien für die Aufnahme war eine Länge von mindestens 100 km, eine Anzahl von mindestens 500 Läufern aus verschiedenen Nationen in minimal zweiter Auflage sowie die Austragung an einem symbolträchtigen Ort.
2020 wurden aufgrund der Pandemie keine Titel vergeben, 2021 fand die letzte Wertung statt.
2021 umfasste die UTWT 28 Wettbewerbe in 22 Ländern und fünf Kontinenten.

## Reglement
Die Jahreswertung der UTWT errechnete sich aus Punkten der zwei besten Platzierungen eines Läufers bei einem kategorisierten Cup-Lauf während eines Kalenderjahrs.
In der Kategorie Series Bonus erhielt der Gewinner 1300 Punkte. Die Punktevergabe erfolgte anteilsmäßig bis zur 143. Position des jeweiligen Laufs.
Gewinner eines Ultramarathons der Kategorie Series erhielten 1000 Punkte, die Nächstplatzierten wurden bis zur 136. Position gewertet.
Die Kategorie Pro wurde mit 700 Punkten absteigend bis zur 125. Position bedacht. Gewinner eines Challenger erhielten 400 Punkte, die Wertung erfolgte bis zur 100sten Position.
Im 2017 etablierten World Ranking wurden die fünf besten Platzierungen eines Läufers der letzten drei Jahre zusammengefasst.

## Cup-Läufe
| Veranstaltung                       | Land                       | Distanz | Monat     | Kategorie  | Tourmitglied seit |
| ----------------------------------- | -------------------------- | ------- | --------- | ---------- | ----------------- |
| Hong Kong 100                       | China Volksrepublik        | 100 km  | Januar    | Pro        | 2014              |
| Transgrancanaria                    | Spanien                    | 125 km  | Februar   | Series     | 2014              |
| Tarawera Ultramarathon              | Neuseeland                 | 100 km  | Februar   | Pro        | 2014              |
| Patagonia Run                       | Argentinien                | 145 km  | April     | Challenger | 2017              |
| 100 Miles of Istria Ultra Trail     | Kroatien                   | 161 km  | April     | Challenger | 2017              |
| Marathon des Sables                 | Marokko                    | 230 km  | April     | Pro        | 2014              |
| Madeira Island Ultra Trail          | Portugal                   | 100 km  | April     | Pro        | 2016              |
| Ultra Trail Mt. Fuji                | Japan                      | 165 km  | April     | Pro        | 2014              |
| Penyagolosa Trails                  | Spanien                    | 115 km  | April     | Challenger | 2017              |
| Ultra-Trail Australia               | Australien                 | 100 km  | Mai       | Pro        | 2014              |
| Mozart 100                          | Osterreich                 | 103 km  | Juni      | Challenger | 2017              |
| The North Face Lavaredo Ultra Trail | Italien                    | 120 km  | Juni      | Series     | 2014              |
| Western States Endurance Run        | Vereinigte Staaten         | 161 km  | Juni      | Series     | 2014              |
| Eiger Ultra Trail                   | Schweiz                    | 101 km  | August    | Pro        | 2015              |
| Ultra-Trail du Mont-Blanc           | Frankreich Italien Schweiz | 170 km  | August    | Pro        | 2014              |
| TDS                                 | Frankreich Italien         | 119 km  | August    | Pro        | 2017              |
| CCC                                 | Frankreich Italien Schweiz | 101 km  | August    | Series     | 2017              |
| Ultra Trail Harricana               | Kanada                     | 125 km  | September | Challenger | 2017              |
| Cappadocia Ultra Trail              | Turkei                     | 110 km  | Oktober   | Pro        | 2017              |
| Javelina Jundred                    | Vereinigte Staaten         | 161 km  | Oktober   | Challenger | 2017              |
| Ultra-Trail Cape Town               | Sudafrika                  | 100 km  | Dezember  | Pro        | 2017              |

## World Tour Ranking der UTWT

### 2017

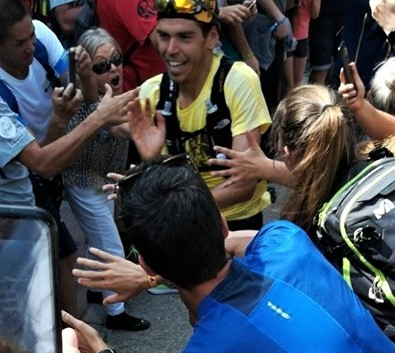
Pau Capell

| Rang | Männer            | Punkte |  | Rang | Frauen            | Punkte |
| ---- | ----------------- | ------ |  | ---- | ----------------- | ------ |
| 1    | Gediminas Grinius | 4747   |  | 1    | Nathalie Mauclair | 5301   |
| 2    | François D’Haene  | 4700   |  | 2    | Caroline Chaverot | 4865   |
| 3    | Didrik Hermansen  | 4240   |  | 3    | Núria Picas       | 4824   |

### 2018
| Rang | Männer            | Punkte |  | Rang | Frauen                | Punkte |
| ---- | ----------------- | ------ |  | ---- | --------------------- | ------ |
| 1    | François D’Haene  | 4565   |  | 1    | Andrea Huser          | 5248   |
| 2    | Gediminas Grinius | 4517   |  | 2    | Magdalena Lewy-Boulet | 4213   |
| 3    | Pau Capell        | 4495   |  | 3    | Fernanda Maciel       | 4168   |

### 2019
| Rang | Männer           | Punkte |  | Rang | Frauen          | Punkte |
| ---- | ---------------- | ------ |  | ---- | --------------- | ------ |
| 1    | Pau Capell       | 5010   |  | 1    | Andrea Huser    | 4854   |
| 2    | François D’Haene | 4865   |  | 2    | Fernanda Maciel | 4033   |
| 3    | Tim Tollefson    | 4291   |  | 3    | Kaytlyn Gerbin  | 4018   |

## Jährliches Ranking der UTWT

### 2014

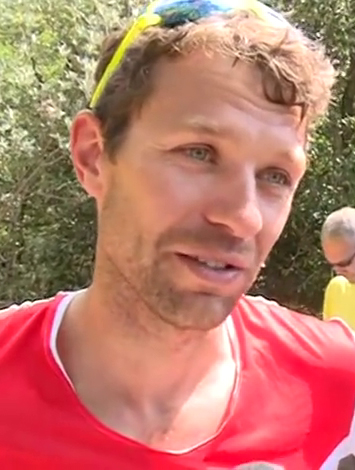
François D’Haene
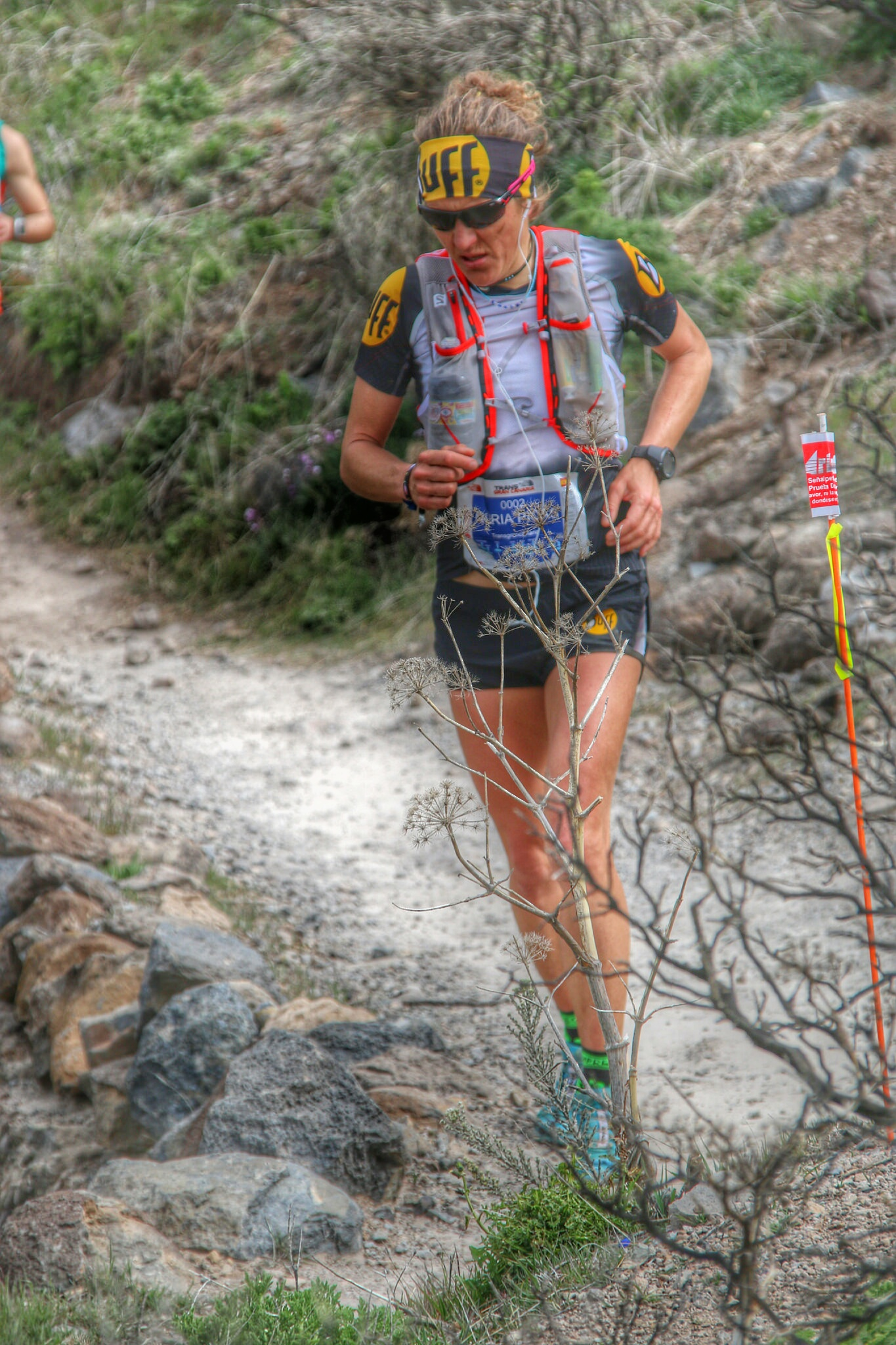
Núria Picas

| Rang | Männer            | Punkte |  | Rang | Frauen            | Punkte |
| ---- | ----------------- | ------ |  | ---- | ----------------- | ------ |
| 1    | François D’Haene  | 685    |  | 1    | Núria Picas       | 639    |
| 2    | Ryan Sandes       | 629    |  | 2    | Fernanda Maciel   | 577    |
| 3    | Gediminas Grinius | 539    |  | 3    | Nathalie Mauclair | 551    |

### 2015

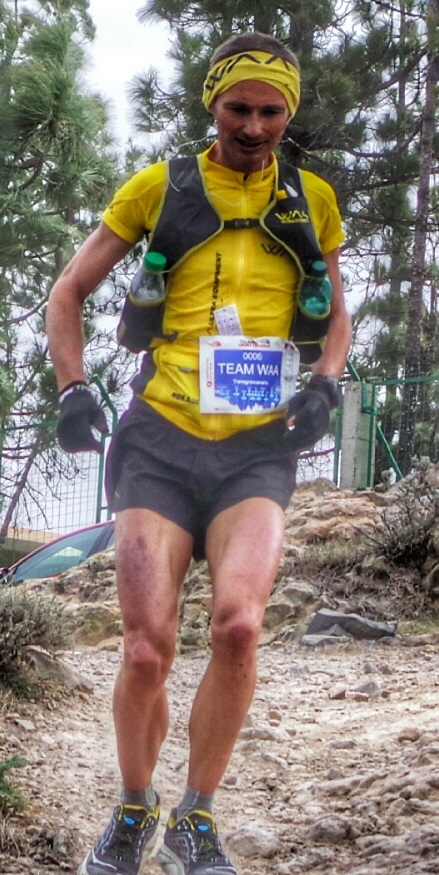
Antoine Guillon

| Rang | Männer            | Punkte |  | Rang | Frauen            | Punkte |
| ---- | ----------------- | ------ |  | ---- | ----------------- | ------ |
| 1    | Antoine Guillon   | 625    |  | 1    | Núria Picas -2-   | 615    |
| 2    | Gediminas Grinius | 604    |  | 2    | Dong Li           | 599    |
| 3    | Freddy Thévenin   | 534    |  | 3    | Nathalie Mauclair | 592    |

### 2016

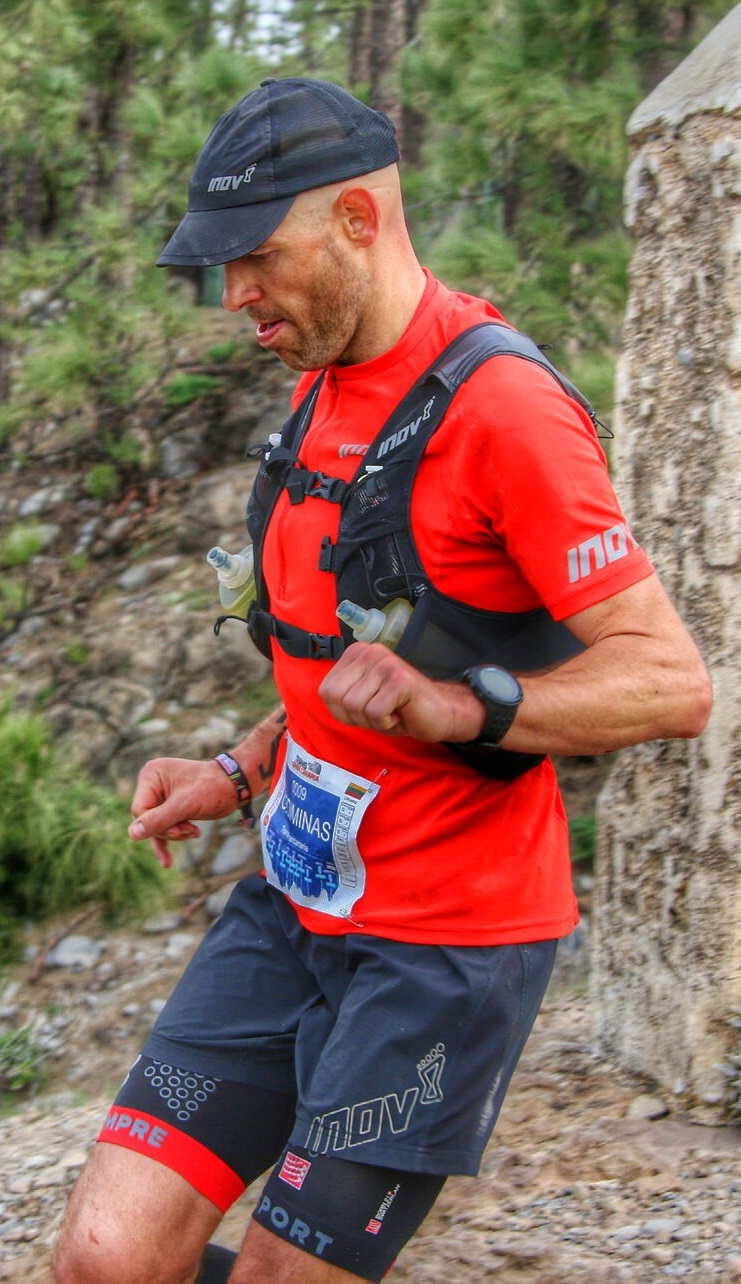
Gediminas Grinius
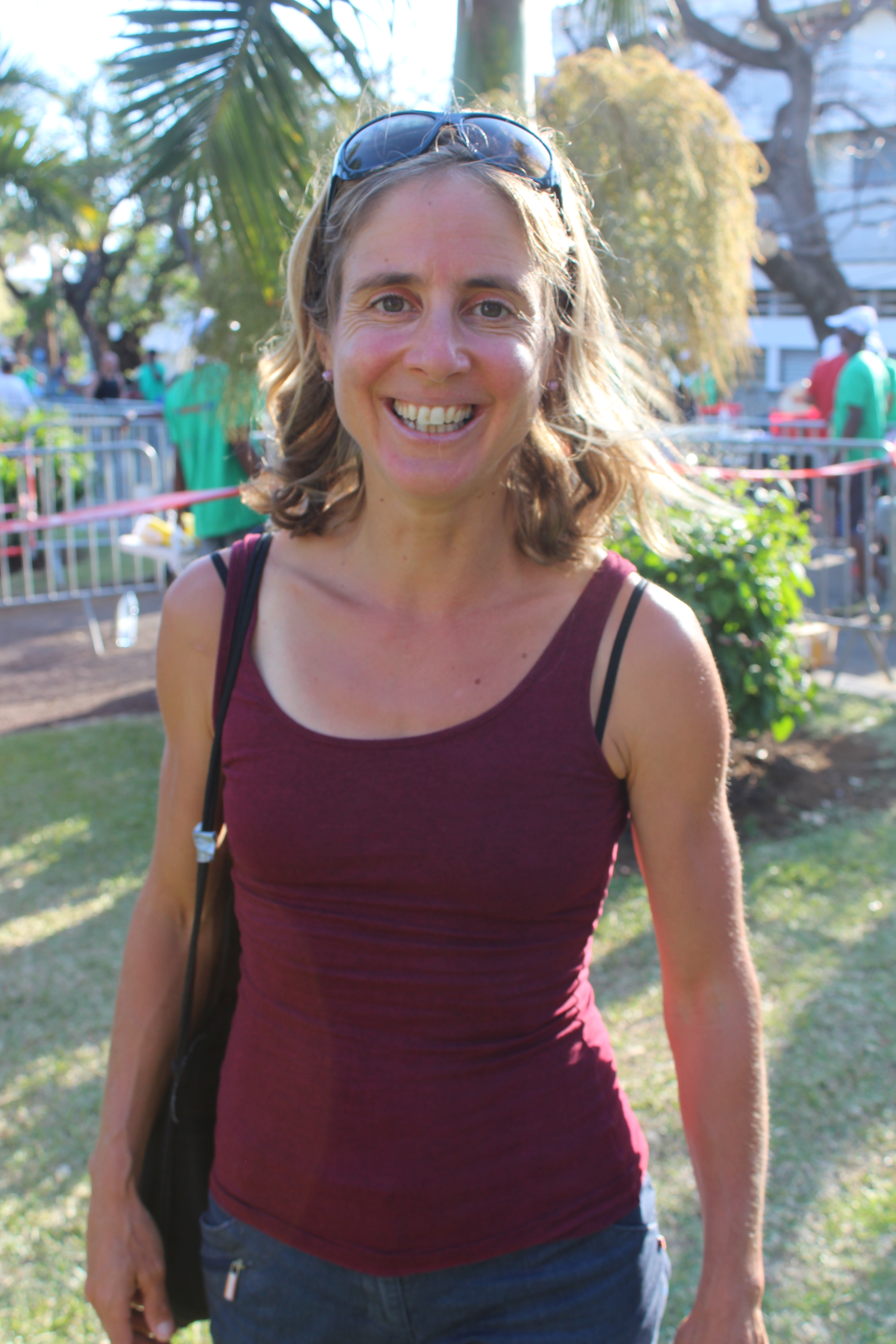
Caroline Chaverot

| Rang | Männer                | Punkte |  | Rang | Frauen               | Punkte |
| ---- | --------------------- | ------ |  | ---- | -------------------- | ------ |
| 1    | Gediminas Grinius     | 665    |  | 1    | Caroline Chaverot    | 655    |
| 2    | Javier Dominguez-Ledo | 620    |  | 2    | Andrea Huser         | 644    |
| 3    | Pau Capell            | 604    |  | 3    | Uxue Fraile Azpeitia | 591    |

### 2017
| Rang | Männer               | Punkte |  | Rang | Frauen          | Punkte |
| ---- | -------------------- | ------ |  | ---- | --------------- | ------ |
| 1    | François D’Haene -2- | 2000   |  | 1    | Andrea Huser    | 2124   |
| 2    | Pau Capell           | 1845   |  | 2    | Núria Picas     | 2000   |
| 3    | Tom Evans            | 1750   |  | 3    | Emilie Lecomtea | 1813   |

- Pau Capell

### 2018
| Rang | Männer              | Punkte |  | Rang | Frauen                        | Punkte |
| ---- | ------------------- | ------ |  | ---- | ----------------------------- | ------ |
| 1    | Pau Capell          | 1865   |  | 1    | Miao Yao                      | 1865   |
| 2    | Jordi Gamito i Baus | 1571   |  | 2    | Francesca Canepa              | 1850   |
| 3    | Min Qi              | 1565   |  | 3    | Kelly Wolf Courtney Dauwalter | 1700   |

### 2019
| Rang | Männer                       | Punkte |  | Rang | Frauen             | Punkte |
| ---- | ---------------------------- | ------ |  | ---- | ------------------ | ------ |
| 1    | Pau Capell                   |        |  | 1    | Courtney Dauwalter |        |
| 2    | Jiasheng Shen                |        |  | 2    | Kaytlyn Gerbin     |        |
| 3    | Pablo Villa Xavier Thévenard |        |  | 3    | Maite Maiora       |        |

### 2021
| Rang | Männer        | Punkte |  | Rang | Frauen             | Punkte |
| ---- | ------------- | ------ |  | ---- | ------------------ | ------ |
| 1    | Pau Capell    |        |  | 1    | Courtney Dauwalter |        |
| 2    | Tim Tollefson |        |  | 2    | Fuzhao Xiang       |        |
| 3    | Ho Chung Wong |        |  | 3    | Kaytlyn Gerbin     |        |